# Kathleen van der Hooft
Kathleen van der Hooft, née le 28 octobre 1957 à Knokke-Heist est une femme politique belge flamande, membre du OpenVLD.
Elle est licenciée en sciences morales et en criminologie; Conseillère en matière de carrière professionnelle. 

## Fonctions politiques
- Députée fédérale du 14 juillet 1999 au 11 octobre 2000.
- Ancienne présidente du CPAS de Knokke-Heist.
- Conseillère communale de Knokke-Heist.